# 浅草通り

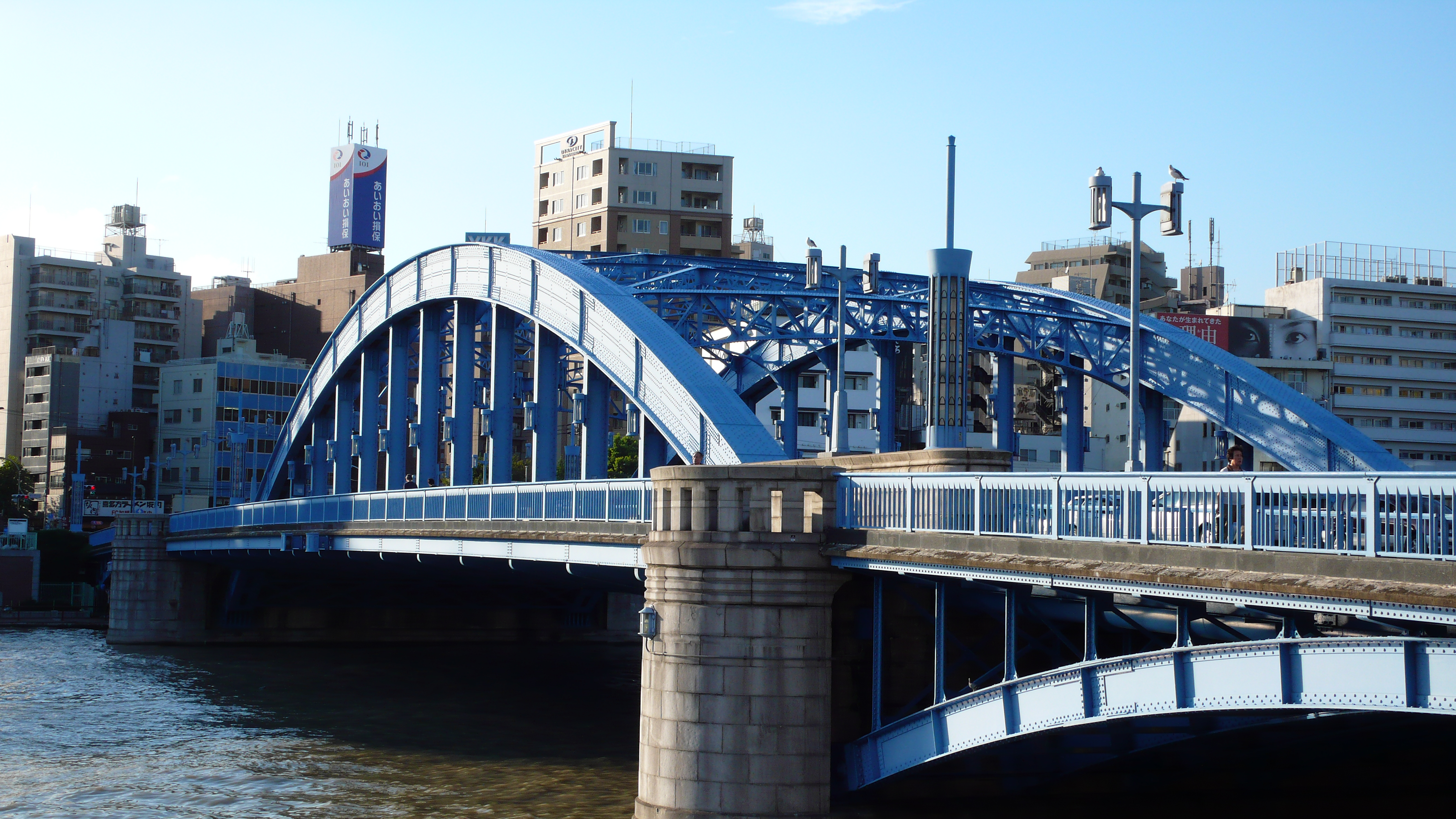
駒形橋

浅草通り（あさくさどおり）は、中央通りと昭和通りと交わる東京都台東区の上野駅交差点から、明治通りと交差する江東区福神橋交差点にわたる道路の通称。
東京都道463号上野月島線と東京都道453号本郷亀戸線の一部に属する。台東区内全域にあたる昭和通り (国道4号)から江戸通り (国道6号)の間は、浅草通りの下を東京メトロ銀座線が地下の最も浅いところを走っている。日本で最初の地下鉄は、この通りの下を通って完成されたものである。
途中浅草付近で二つの通り（吾妻橋ルート、駒形橋ルート）に分かれる。ただし東京都建設局の東京都通称道路名では、国際通り・雷門通り（いずれも重複）を経由した吾妻橋ルートのみが指定されている。

## 主な名所
- 合羽橋
- 雷門
- 浅草仏壇通り

## 主に交差する道路
- 中央通り（東京都道437号秋葉原雑司ヶ谷線）
- 昭和通り（国道4号）
- 清洲橋通り
- 左衛門橋通り
- 新堀通り・かっぱ橋道具街通り
- 国際通り（東京都道462号蔵前三ノ輪線）
- 江戸通り（国道6号）
- 清澄通り（東京都道463号上野月島線）
- 雷門通り（合流・分岐）
- 墨堤通り（東京都道461号吾妻橋伊興町線）
- 三ツ目通り（東京都道319号環状三号線）
- 四ツ目通り（東京都道465号深川吾嬬町線）
- 明治通り（東京都道306号王子千住夢の島線）

以降道幅が狭くなり、丸八通りに通ずる。

## 浅草通りに接続する主な駅・路線
上野駅 - 浅草駅の間は、浅草通りの下を東京メトロ銀座線が通っている。
- 上野駅（JR各線・東京メトロ銀座線・日比谷線）
- 稲荷町駅（東京メトロ銀座線）
- 田原町駅（東京メトロ銀座線）
- 浅草駅（都営地下鉄浅草線）
- 本所吾妻橋駅（都営地下鉄浅草線）
- とうきょうスカイツリー駅（東武伊勢崎線（東武スカイツリーライン））
- 押上駅（都営地下鉄浅草線・東京メトロ半蔵門線・東武伊勢崎線・京成押上線）

## 主な橋梁
- 駒形橋（隅田川）
- 吾妻橋

## 脚註
1. ↑  道路WEB